# Struthanthus porrectus
Struthanthus porrectus là một loài thực vật có hoa trong họ Loranthaceae. Loài này được Rizzini miêu tả khoa học đầu tiên năm 1976.